# Juan Salas
Juan Salas, né le 7 novembre 1978 à Saint-Domingue en République dominicaine, est un joueur dominicain de baseball évoluant dans la Ligue majeure de baseball de 2006 à 2008. Après la saison 2008, son bilan en carrière est de d'une victoire pour une défaite pour une Moyenne de points mérités de 4,44 en 47 matchs joués. Il est actuellement agent libre.

## Carrière
Salas est recruté le 8 juillet 1998 par les Tampa Bay Devil Rays comme agent libre amateur. Il évolue alors au poste de troisième base et effectue son parcours en ligue lineure à ce poste. Il passe au monticule en 2005 et est désigné meilleur lanceur de relève des ligues mineures en 2006. Il fait ses débuts en ligues majeures le 5 septembre 2006 puis enchaine sur la saison 2007 en se paratageant entre ligue majeure (34 matches joués) et ligue mineure (9 matches joués) et connait une suspension de 50 jours pour contrôle positif au cannabis.
Salas participe à seulement cinq rencontres lors de la belle saison 2008 des Rays, et il n'est pas aligné en séries éliminatoires.
Il est échangé aux Cleveland Indians le 19 février 2009 contre un jeune champ intérieur de ligue mineure, Isaias Velasquez. Intégré à l'effectif des 40 joueurs dits actifs chez les Indians, il exclut de cette liste Andy Marté. Il est libéré par les Indians le 6 mai 2009 sans avoir été aligné en Ligue majeure sous les couleurs de Cleveland.

## Statistiques
En saison régulière
| Statistiques de lanceur |           |    |    |    |     |    |   |   |      |    |      |
| Saison                  | Équipe    | G  | GS | CG | SHO | SV | V | D | IP   | SO | ERA  |
| 2006                    | Tampa Bay | 8  | 0  | 0  | 0   | 0  | 0 | 0 | 10.0 | 8  | 5,40 |
| 2007                    | Tampa Bay | 34 | 0  | 0  | 0   | 0  | 1 | 1 | 36.1 | 26 | 3,72 |
| 2008                    | Tampa Bay | 5  | 0  | 0  | 0   | 0  | 0 | 0 | 6.1  | 8  | 7,11 |
| Totaux                  | Totaux    | 47 | 0  | 0  | 0   | 0  | 0 | 0 | 1    | 1  | 4,44 |

Note: G = Matches joués ; GS = Matches comme lanceur partant ; CG = Matches complets ; SHO = Blanchissages ; 
V = Victoires ; D = Défaites ; SV = Sauvetages ; IP = Manches lancées ; SO = retraits sur des prises ; ERA = Moyenne de points mérités.